# Varronia inermis
Varronia inermis là loài thực vật có hoa trong họ Mồ hôi. Loài này được (Mill.) Borhidi miêu tả khoa học đầu tiên năm 1988.